# Mario Ruiz Massieu
Mario Ruiz Massieu (* 24. Dezember 1950 in Acapulco; † 15. September 1999 in New Jersey) war ein mexikanischer Botschafter.

## Leben
Ruiz war Generalsekretär der Universidad Nacional Autónoma de México. Nachdem er von Ende 1990 bis Anfang 1993 Botschafter in Kopenhagen gewesen war, wurde er Staatsanwalt. 1993 und 1994 koordinierte er das Anti-Drogen-Programm der mexikanischen Regierung von Carlos Salinas de Gortari, dessen Schwester Adriana Salinas zeitweise die Ehefrau seines Bruders José Francisco war.
Im November 1994 trat Mario Ruiz Massieu als Staatsanwalt zurück, nachdem Jose Francisco Salinas de Gortari, ein Bruder von Carlos Salinas de Gortari, seinen Bruder José Francisco Ruiz Massieu, den Gouverneur von Guerrero, hatte ermorden lassen und Carlos Salinas Gotari ihn mit der Aufklärung des Falles betraut hatte.
Als 1995 Jose Francisco Salinas de Gortari verhaftet wurde, geriet Mario Ruiz Massieu in den Verdacht, Strafvereitelung im Fall der Ermordung seines eigenen Bruders betrieben zu haben. Er wollte über den Flughafen Newark zum Flughafen Madrid-Barajas fliegen. In Newark stellte der US-Zoll fest, dass Mario Ruiz Massieu 46.000 USD mit sich führte, die er versäumt hatte auf seinem Zollformular zu deklarieren, und ließ ihn nicht weiterreisen. Von der mexikanischen Regierung Zedillo wurden vier aufeinanderfolgende Auslieferungsersuchen gestellt, gegen die Mario Ruiz Massieu jeweils erfolgreich vor US-Gerichten klagte.
Im Dezember 1993 hatte  Mario Ruiz Massieu mit der Einzahlung von 40.000 USD ein Konto bei Texas Commerce Bank in Houston eröffnet. Bis Februar 1995 machte 25 weitere Bareinzahlungen mit Beträgen zwischen 98.000 und 800.000 USD, was zu einem Kontostand von knapp zehn Millionen USD führte.
Die Staatsanwaltschaft in Texas, vertreten durch Jesse Rodriguez, versuchte 1997 vergeblich nachzuweisen, dass mit dem Geld bei Texas Commerce Bank eine bevorzugte Behandlung beim Drogenhandel erworben wurde. Ruiz behauptete, das Geld stamme aus Familienersparnissen. Weitergehend erläuterte er, dass die Regierung Zedillo die Loyalität ihrer Beamten mit Bonuszahlungen honoriert und sein Bruder, der Gouverneur, kein Vertrauen in mexikanische Banken gehabt hätte.
Am 15. September 1999 beging Mario Ruiz Massieu Selbstmord, zwei Tage bevor in New Jersey, wo er drei Jahre unter Hausarrest gestanden hatte, ein Prozess wegen Geldwäsche gegen ihn beginnen sollte.

## Veröffentlichungen
- Yo acuso: denuncia de un crimen político, 1997
- Entrega imediata, 2000

| Vorgänger         | Amt                                                                           | Nachfolger                    |
| ----------------- | ----------------------------------------------------------------------------- | ----------------------------- |
| Sergio Mota Marín | mexikanischer Botschafter in Kopenhagen 15. November 1990 bis 6. Februar 1993 | Teresa Margarita Román Arista |